# In una notte di chiaro di luna
In una notte di chiaro di luna (Engelse titel: On a Moonlit Night) is een Frans-Italiaanse dramafilm uit 1989 onder regie van Lina Wertmüller.

## Verhaal
Journalist John Knot wordt naar Italië gestuurd om een verhaal te schrijven over de reactie van mensen op aidspatiënten. Hiervoor doet hij alsof hij zelf aids heeft.

## Rolbezetting
| Acteur           | Personage             |
| ---------------- | --------------------- |
| Rutger Hauer     | John Knott            |
| Nastassja Kinski | Joëlle                |
| Peter O'Toole    | Professor Yan McShoul |
| Faye Dunaway     | Mevrouw Colbert       |
| Dominique Sanda  | Carol                 |
| Lorraine Bracco  | Sheila                |